# Élections législatives de 1849 dans la Somme
Les élections législatives françaises de 1849 se déroulent les 13 et 14 mai 1849. Dans le département de la Somme, douze députés sont à élire dans le cadre d'un scrutin de liste majoritaire.

## Contexte

### Députés sortants
| N° | Nom                                    |  | Parti        | Groupe         |
| -- | -------------------------------------- |  | ------------ | -------------- |
| 1  | Félix Bellator de Beaumont             |  | Bonapartiste | Droite         |
| 2  | Nicolas Créton                         |  | Bonapartiste | Droite         |
| 3  | Louis Gaulthier de Rumilly*            |  | Libéral      | Droite         |
| 4  | Louis Porion                           |  | Orléaniste   | Droite         |
| 5  | Prosper Tillette de Clermont-Tonnerre* |  | Bonapartiste | Droite         |
| 6  | Émile Magniez*                         |  | Orléaniste   | Droite         |
| 7  | Louis-Alexandre Blin de Bourdon        |  | Légitimiste  | Droite         |
| 8  | Paul Joseph Delattre*                  |  | Orléaniste   | Droite         |
| 9  | Constant Allart*                       |  | Bonapartiste | Droite         |
| 10 | Jean-Baptiste Randoing                 |  | Bonapartiste | Droite         |
| 11 | Denis Morel-Cornet                     |  | Bonapartiste | Droite         |
| 12 | François Luglien Louis de Fourment     |  | Bonapartiste | Droite         |
| 13 | Jean Labordère                         |  | Orléaniste   | Droite         |
| 14 | Amable Dubois                          |  | Libéral      | Gauche modérée |

## Candidats
Contrairement à 1848, le clivage entre « républicains de veille » et « républicains du lendemain » est beaucoup plus marqué avec la formation de deux blocs. L'un regroupe les Républicains modérés et les Démocrates-socialistes tandis que l'autre correspond aux forces du Parti de l'Ordre.
Toutefois, plusieurs listes sont déposées au sein de ces blocs avec souvent les mêmes candidats (la double candidature étant autorisée) et soutenues par différents comités ou organes de presse.

### Liste Démocratique (républicaine)
| Liste Démocratique présentée par les comités démocrates-socialistes | Liste Démocratique présentée par les comités démocrates-socialistes | Liste Démocratique présentée par les comités démocrates-socialistes | Liste Démocratique présentée par le Comité central républicain | Liste Démocratique présentée par le Comité central républicain | Liste Démocratique présentée par le Comité central républicain |
| Nom                                                                 | Parti                                                               | Parti                                                               | Nom                                                            |                                                                | Parti                                                          |
| Pierre-Dominique Bazaine                                            |                                                                     | Républicain                                                         | Pierre-Dominique Bazaine                                       |                                                                | Républicain                                                    |
| Constant Thuillier                                                  |                                                                     | Républicain                                                         | Constant Thuillier                                             |                                                                | Républicain                                                    |
| Philippe Chevalier                                                  |                                                                     | Démoc-soc.                                                          | Philippe Chevalier                                             |                                                                | Démoc-soc.                                                     |
| Frédéric Sauvage                                                    |                                                                     | Républicain                                                         | Frédéric Sauvage                                               |                                                                | Républicain                                                    |
| Alexandre Ledru-Rollin                                              |                                                                     | Démoc-soc.                                                          | Henry Gavelle                                                  |                                                                | Républicain                                                    |
| Jacques Boucher de Perthes                                          |                                                                     | Républicain                                                         | M. Dumont                                                      |                                                                | Républicain                                                    |
| M. Baudry                                                           |                                                                     | Démoc-soc.                                                          | Henri Hamet                                                    |                                                                | Républicain                                                    |
| Émile Coutant                                                       |                                                                     | Démoc-soc.                                                          | Émile Coutant                                                  |                                                                | Démoc-soc.                                                     |
| M. Lebœufle-Fleury                                                  |                                                                     | Républicain                                                         | M. Tailleur-Leroi                                              |                                                                | Républicain                                                    |
| M. Cattiaux                                                         |                                                                     | Démoc-soc.                                                          | M. Cattiaux                                                    |                                                                | Démoc-soc.                                                     |
| M. Santin-Alavoine                                                  |                                                                     | Républicain                                                         | M. Santin-Alavoine                                             |                                                                | Républicain                                                    |
| M. Saugeon                                                          |                                                                     | Républicain                                                         | M. Saugeon                                                     |                                                                | Républicain                                                    |

### Liste modérée (Parti de l'Ordre)
| Liste modérée présentée par le Courrier de la Somme, | Liste modérée présentée par le Courrier de la Somme, | Liste modérée présentée par le Courrier de la Somme, | Liste modérée présentée par l'ami de l'Ordre | Liste modérée présentée par l'ami de l'Ordre | Liste modérée présentée par l'ami de l'Ordre |
| Nom                                                  | Parti                                                | Parti                                                | Nom                                          |                                              | Parti                                        |
| Nicolas Changarnier                                  |                                                      | Légitimiste                                          | Nicolas Changarnier                          |                                              | Légitimiste                                  |
| Félix Bellator de Beaumont                           |                                                      | Bonapartiste                                         | Félix Bellator de Beaumont                   |                                              | Bonapartiste                                 |
| Henri Calluaud                                       |                                                      | Orléaniste                                           | Jean-Baptiste Randoing                       |                                              | Bonapartiste                                 |
| Nicolas Créton                                       |                                                      | Bonapartiste                                         | Nicolas Créton                               |                                              | Bonapartiste                                 |
| Alexandre de Dompierre d'Hornoy                      |                                                      | Légitimiste                                          | Alexandre de Dompierre d'Hornoy              |                                              | Légitimiste                                  |
| Amable Dubois                                        |                                                      | Libéral                                              | Jean-Baptiste Péru-Lorel                     |                                              | Légitimiste                                  |
| François de Fourment                                 |                                                      | Bonapartiste                                         | François de Fourment                         |                                              | Bonapartiste                                 |
| Thomas Lefebvre-Dugrosriez                           |                                                      | Légitimiste                                          | Thomas Lefebvre-Dugrosriez                   |                                              | Légitimiste                                  |
| Jean Labordère                                       |                                                      | Orléaniste                                           | Jean Labordère                               |                                              | Orléaniste                                   |
| Théodore de Lagrené                                  |                                                      | Orléaniste                                           | Théodore de Lagrené                          |                                              | Orléaniste                                   |
| Denis Morel-Cornet                                   |                                                      | Bonapartiste                                         | Louis Lallart de Lebucquière                 |                                              | Légitimiste                                  |
| Louis Porion                                         |                                                      | Orléaniste                                           | Louis Porion                                 |                                              | Orléaniste                                   |

## Résultats
|             | Félix Bellator de Beaumont *    | Bonapartiste | 88 585  | 83,22  |  |  |
|             | Nicolas Créton *                | Bonapartiste | 88 107  | 82,77  |  |  |
|             | Louis Porion *                  | Orléaniste   | 86 421  | 81,19  |  |  |
|             | Nicolas Changarnier             | Légitimiste  | 85 491  | 81,32  |  |  |
|             | Jean Labordère *                | Orléaniste   | 85 414  | 80,24  |  |  |
|             | François de Fourment *          | Bonapartiste | 84 255  | 79,15  |  |  |
|             | Alexandre de Dompierre d'Hornoy | Légitimiste  | 76 312  | 71,69  |  |  |
|             | Thomas Lefebvre-Dugrosriez      | Légitimiste  | 76 212  | 71,60  |  |  |
|             | Théodore de Lagrené             | Orléaniste   | 74 396  | 69,89  |  |  |
|             | Denis Morel-Cornet *            | Bonapartiste | 63 022  | 59,21  |  |  |
|             | Amable Dubois *                 | Libéral      | 59 390  | 55,79  |  |  |
|             | Jean-Baptiste Randoing *        | Bonapartiste | 48 744  | 45,79  |  |  |
|             | Henri Calluaud                  | Orléaniste   |         |        |  |  |
|             | Louis Lallart de Lebucquière    | Légitimiste  |         |        |  |  |
|             | Jean-Baptiste Péru-Lorel        | Légitimiste  |         |        |  |  |
|             | Pierre-Dominique Bazaine        | Républicain  |         |        |  |  |
|             | Constant Thuillier              | Républicain  |         |        |  |  |
|             | Alexandre Ledru-Rollin          | Démoc-soc.   |         |        |  |  |
|             | Philippe Chevalier              | Démoc-soc.   |         |        |  |  |
|             | M. Dumont                       | Républicain  |         |        |  |  |
|             | Henri Hamet                     | Républicain  |         |        |  |  |
|             | M. Tailleur-Leroi               | Républicain  |         |        |  |  |
|             | M. Cattiaux                     | Démoc-soc.   |         |        |  |  |
|             | Émile Coutant                   | Démoc-soc.   |         |        |  |  |
|             | Frédéric Sauvage                | Républicain  |         |        |  |  |
|             | M. Saugeon                      | Républicain  |         |        |  |  |
|             | Henry Gavelle                   | Républicain  |         |        |  |  |
|             | M. Santin-Alavoine              | Républicain  |         |        |  |  |
|             | Jules Barni                     | Républicain  |         |        |  |  |
|             | Pierre-Napoléon Bonaparte       | Bonapartiste |         |        |  |  |
|             |                                 |              |         |        |  |  |
| Inscrits    | Inscrits                        | Inscrits     | 169 321 | 100,00 |  |  |
| Abstentions | Abstentions                     | Abstentions  | 62 877  | 37,13  |  |  |
| Votants     | Votants                         | Votants      | 106 444 | 62,87  |  |  |

### Élus
| N° | Nom                                |  | Parti        | Groupe               |
| -- | ---------------------------------- |  | ------------ | -------------------- |
| 1  | Félix Bellator de Beaumont         |  | Bonapartiste | Majorité monarchiste |
| 2  | Nicolas Créton                     |  | Bonapartiste | Majorité monarchiste |
| 3  | Louis Porion                       |  | Orléaniste   | Majorité monarchiste |
| 4  | Nicolas Changarnier                |  | Légitimiste  | Majorité monarchiste |
| 5  | Jean Labordère                     |  | Orléaniste   | Majorité monarchiste |
| 6  | François Luglien Louis de Fourment |  | Bonapartiste | Majorité monarchiste |
| 7  | Alexandre de Dompierre d'Hornoy    |  | Légitimiste  | Majorité monarchiste |
| 8  | Thomas Lefebvre-Dugrosriez         |  | Légitimiste  | Majorité monarchiste |
| 9  | Théodore de Lagrené                |  | Orléaniste   | Majorité monarchiste |
| 10 | Denis Morel-Cornet                 |  | Bonapartiste | Majorité monarchiste |
| 11 | Amable Dubois                      |  | Libéral      | Majorité monarchiste |
| 12 | Jean-Baptiste Randoing             |  | Bonapartiste | Majorité monarchiste |